# Étalle (Frankrijk)
Étalle is een gemeente in het Franse departement Ardennes (regio Grand Est) en telt 98 inwoners (2021). De plaats maakt deel uit van het arrondissement Charleville-Mézières. De gemeente Étalle bestaat uit 3 plaatsen: Étalle, Rogischamps en Les Plantes.

## Geografie
De oppervlakte van Étalle bedraagt 4,5 km², de bevolkingsdichtheid is dus 20,7 inwoners per km².
De onderstaande kaart toont de ligging van Étalle (Frankrijk) met de belangrijkste infrastructuur en aangrenzende gemeenten.

## Demografie
Onderstaande figuur toont het verloop van het inwonertal (bron: INSEE-tellingen).

Vanwege een beveiligingsprobleem met de MediaWiki Graph-software is het momenteel niet mogelijk deze grafiek weer te geven. Zodra de software is bijgewerkt zal de grafiek vanzelf weer zichtbaar worden.

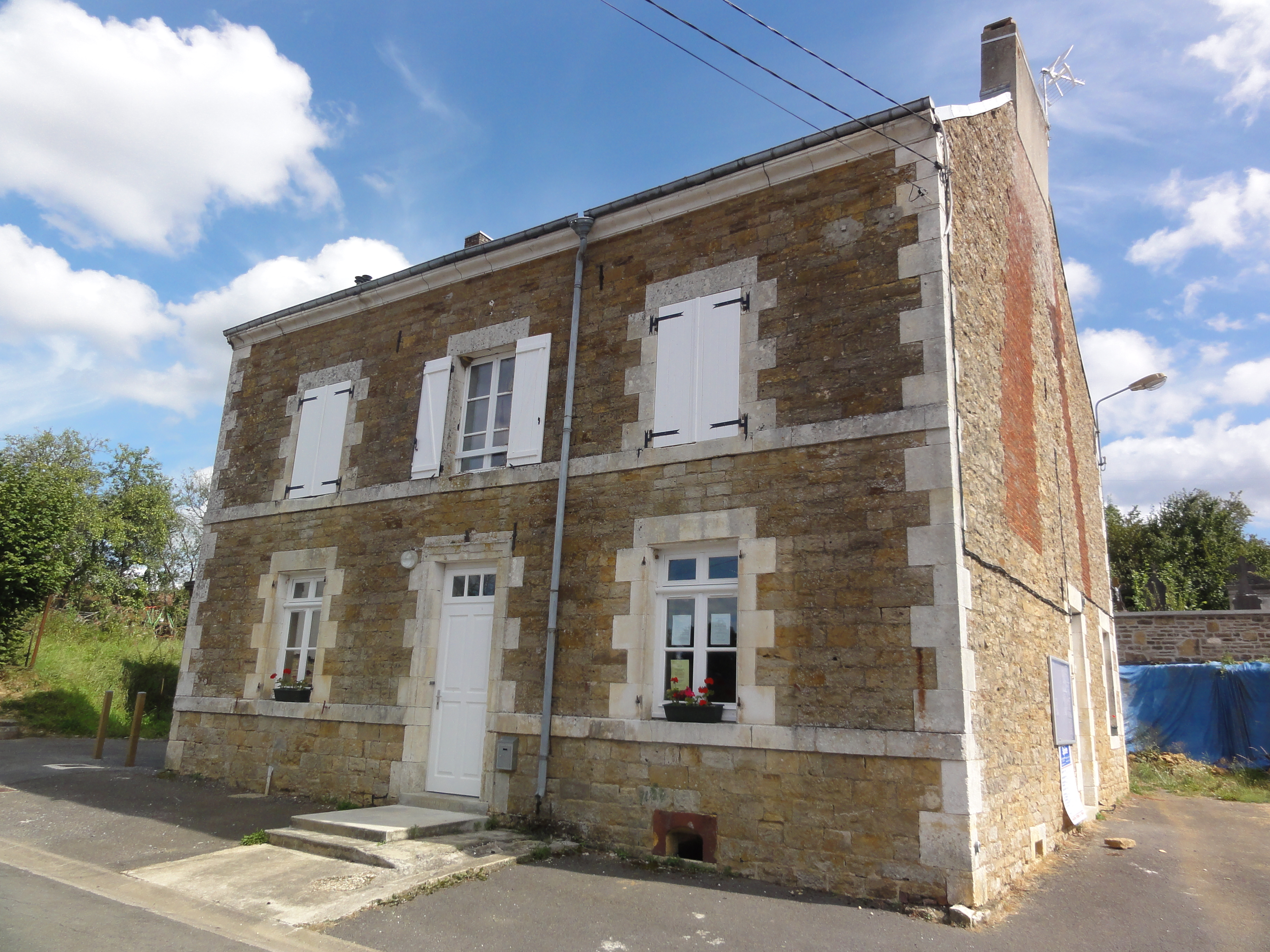
Gemeentehuis
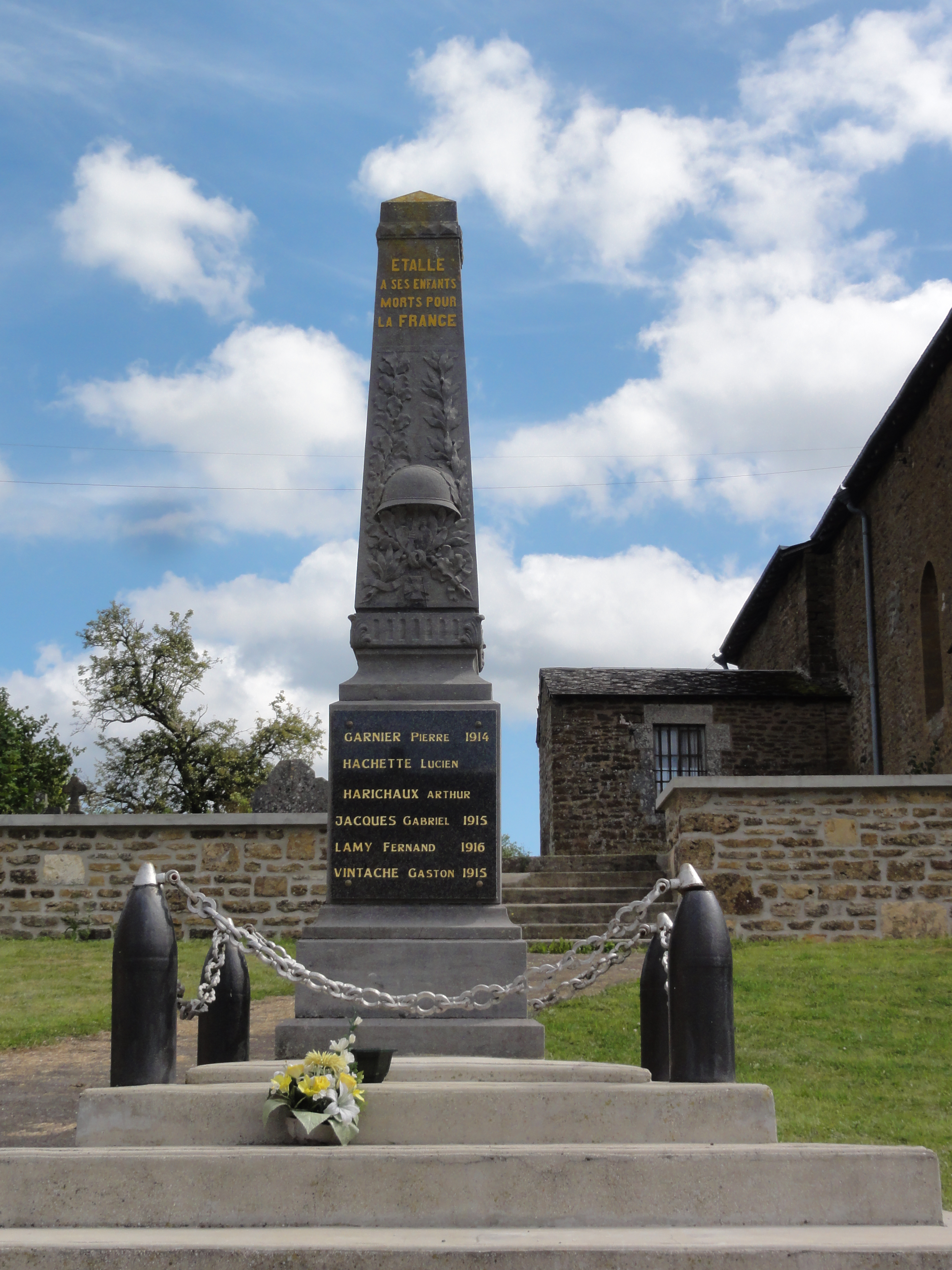
Oorlogsmonument
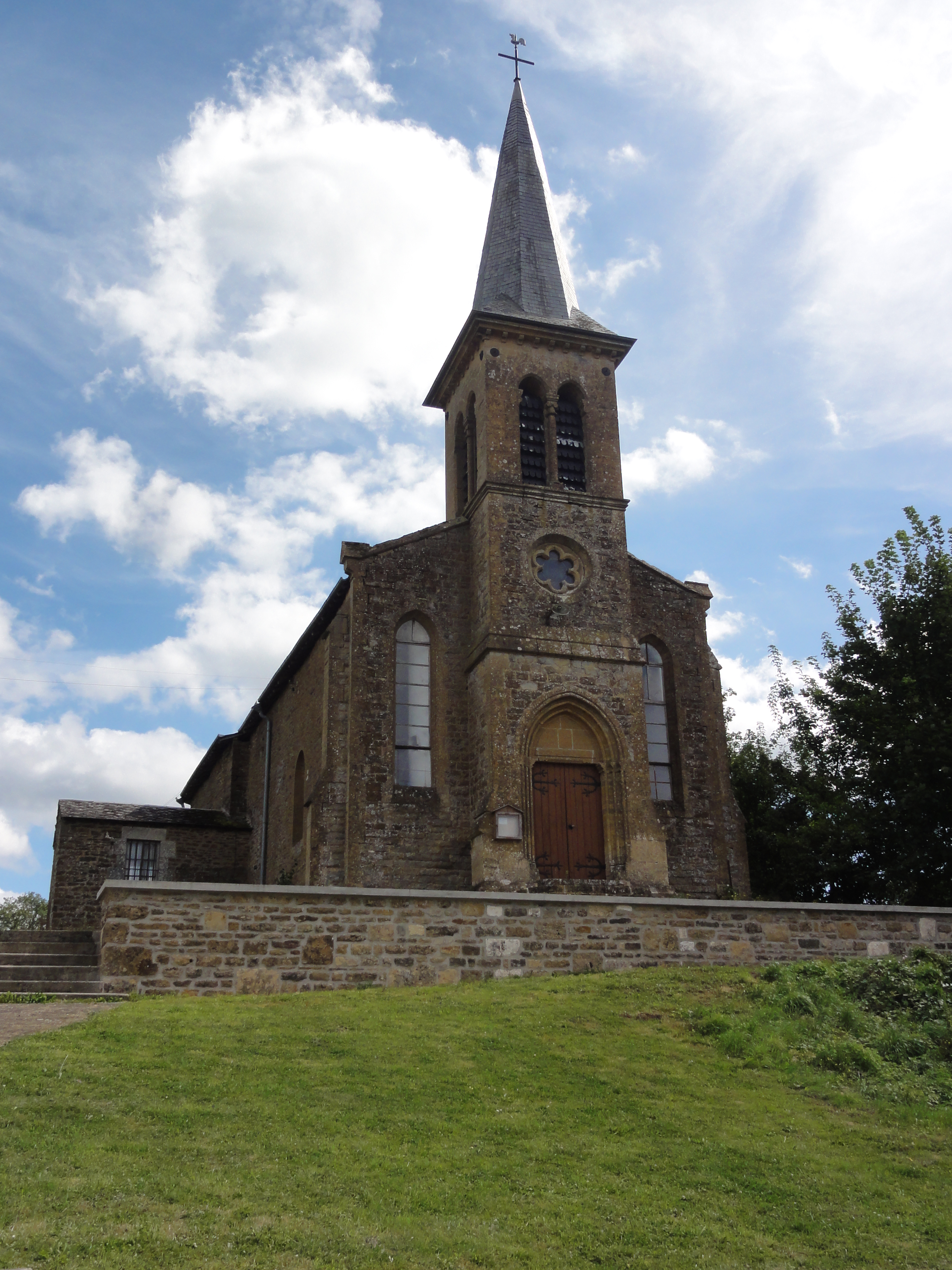
Kerk
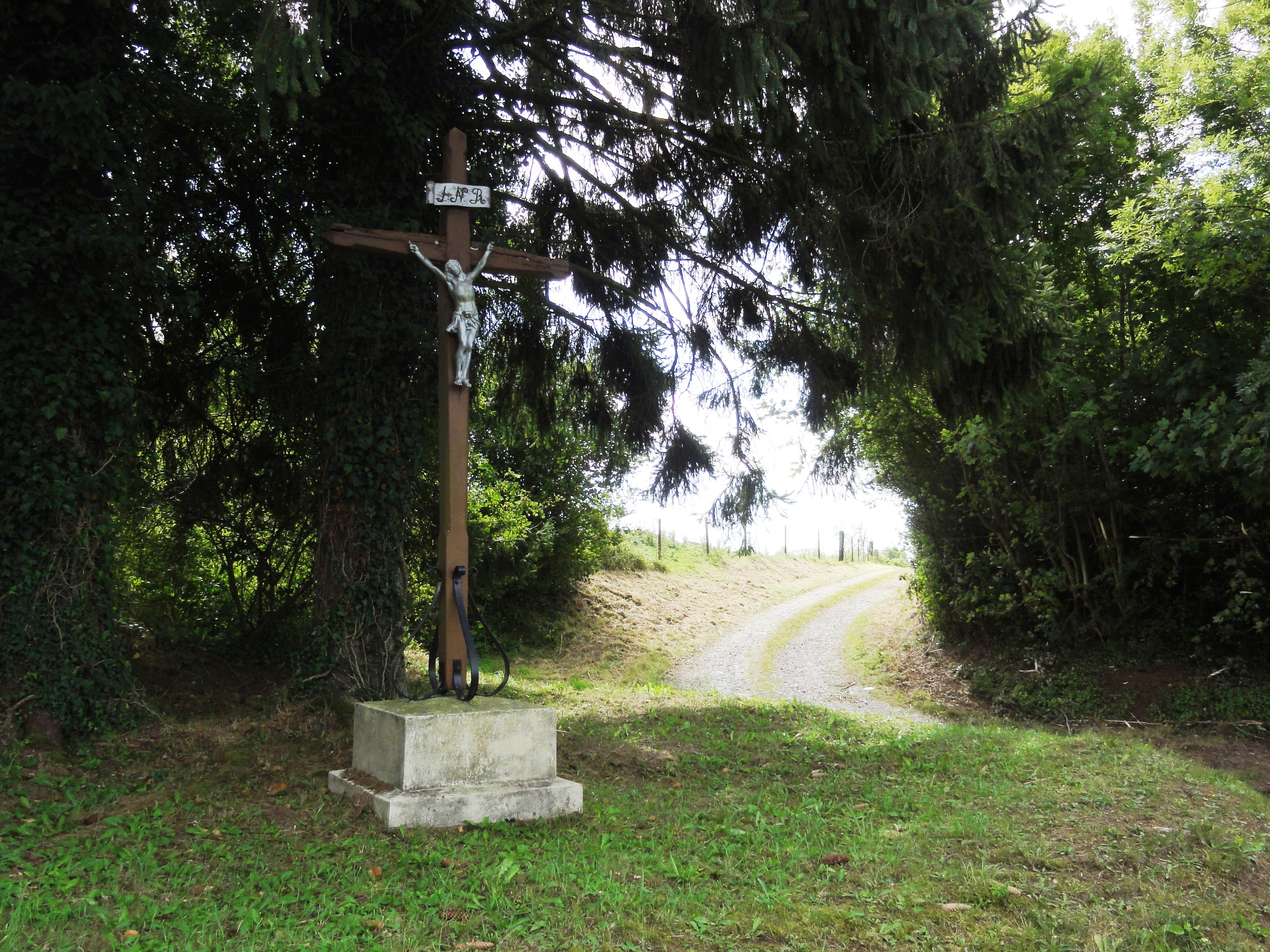
Wegkruis